# Nidorellia
Nidorellia is een geslacht van zeesterren uit de familie Oreasteridae.

## Soort
- Nidorellia armata (Gray, 1840)